# اتصال البكسل
في معالجة الصور والتعرف على الصور، تمثل إمكانية اتصال البكسل الطريقة التي ترتبط بها وحدات البكسل في الصور ثنائية الأبعاد (أو وحدات الفوكسل في الصور ثلاثية الأبعاد) بجيرانها.

## أنواع الاتصال

### ثنائي الأبعاد

مثال على تجاور البكسل. ارتباط مكون من ثمانية وأربعة بكسلات.

#### 4 وحدات بكسل متصلة
4 وحدات بكسل متصلة هي وحدات مجاورة لكل بكسل تلمس أحد حوافها، يتم توصيل وحدات البكسل هذه أفقيًا وعموديًا. من حيث إحداثيات البكسل، كل بكسل يحتوي على الإحداثيات
(x,y± 1)أو (x±1,y)
متصل بالبكسل عند
(x,y)

#### 6 وحدات بكسل متصلة
6 وحدات بكسل متصلة هي مجاورة لكل بكسل يلامس إحدى زواياها (والتي تتضمن وحدات بكسل تلامس أحد حوافها) في شبكة سداسية الشكل أو شبكة مستطيلة نقالة.
هناك عدة طرق لتعيين الإطارات المتجانبة سداسية الشكل إلى إحداثيات البكسل الصحيحة. باستخدام طريقة واحدة، بالإضافة إلى وحدات البكسل الأربعة المتصلة، تكون وحدات البكسل عند الإحداثيات هي وحدات البكسل وهم:
(x+1,y+1) و(x-1,y-1)
متصل بالبكسل عند
(x,y)

#### 8 وحدات بكسل متصلة
8 وحدات البكسل المتصلة هي وحدات مجاورة لكل بكسل يلمس أحد حوافها أو زواياها. يتم توصيل وحدات البكسل هذه أفقيًا وعموديًا ومقطريًا. بالإضافة إلى 4 وحدات بكسل متصلة،
وكل بكسل يحتوي على إحداثيات
(x±1,y±1)
متصل بالبكسل عند
(x,y)

### ثلاثي الأبعاد

#### 6 وحدات بكسل متصلة
6 وحدات البكسل المتصلة هي أجهزة مجاورة لكل بكسل تلمس أحد وجوههم. يتم توصيل وحدات البكسل هذه على طول أحد المحاور الأساسية ,كل بكسل مع إحداثيات
(x ±1,y,z) و (x,y ±1,z) و (x,y,z ±1)
ومتصلين بالبكسل عند
(x,y,z)

#### 18 وحدات بكسل متصلة
18 وحدات بكسل متصلة هي وحدات مجاورة لكل بكسل تلمس أحد وجوههم أو حوافها، يتم توصيل وحدات البكسل هذه على طول محور أو محورين من المحاور الأساسية، بالإضافة إلى 6 وحدات بكسل متصلة، كل وحدة بكسل ذات إحداثيات وهم:
(x ±1,y ±1,z) و (x ±1,y ∓1,z) و(x±1,y,z±1) و (x±1,y,z∓1) و (x,y±1,z±1) و (x,y±1,z∓1)
و متصلين بالبكسل عند
(x,y,z)

#### 26 وحدة بكسل متصلة
26 بكسل متصلة هي وحدات مجاورة لكل بكسل تلمس أحد وجوهها أو حوافها أو زواياها، يتم توصيل وحدات البكسل هذه مع محور واحد أو اثنين أو ثلاثة محاور رئيسية، بالإضافة إلى 18 بكسل متصلة، كل بكسل مع إحداثيات
(x±1,y±1,z±1) و (x±1,y±1,z∓1) و (x±1,y∓1,z±1) و (x∓1,y±1,z±1)
ومتصلين بالبكسل عند
(x,y,z)